# Liste der Kulturdenkmale in Breklum
In der Liste der Kulturdenkmale in Breklum sind alle Kulturdenkmale der schleswig-holsteinischen Gemeinde Breklum (Kreis Nordfriesland) aufgelistet (Stand: 10. März 2025).

## Legende
In den Spalten befinden sich folgende Informationen:
- Objekt-ID: die Nummer des Kulturdenkmales
- Lage: die Adresse des Kulturdenkmales und die geographischen Koordinaten. Kartenansicht, um Koordinaten zu setzen. In der Kartenansicht sind Kulturdenkmale ohne Koordinaten mit einem roten Marker dargestellt und können in der Karte gesetzt werden. Kulturdenkmale ohne Bild sind mit einem blauen Marker gekennzeichnet, Kulturdenkmale mit Bild mit einem grünen Marker.
- Offizielle Bezeichnung: Bezeichnung des Kulturdenkmales
- Beschreibung: die Beschreibung des Kulturdenkmales
- Bild: ein Bild des Kulturdenkmales

## Sachgesamtheiten
| Objekt-ID      | Lage                                       | Offizielle Bezeichnung | Beschreibung | Bild                             |
| -------------- | ------------------------------------------ | ---------------------- | --- | -------------------------------- |
| 38201 Wikidata | Am Osterbach (54° 36′ 31″ N, 8° 59′ 38″ O) | Kirche Breklum         | Aktualisierung vorgesehen - Begründung: geschichtlich, wissenschaftlich, künstlerisch, städtebaulich, Kulturlandschaft prägend - Schutzumfang: Kirche mit Ausstattung, Warft mit Kirchhof, Grabmale bis 1870, Einfriedung | weitere Fotos \| Fotos hochladen |

## Bauliche Anlagen
| Objekt-ID     | Lage                                           | Offizielle Bezeichnung       | Beschreibung | Bild                             |
| ------------- | ---------------------------------------------- | ---------------------------- | --- | -------------------------------- |
| 9993          | Am Osterbach 12 (54° 36′ 22″ N, 8° 59′ 26″ O)  | Kirchspielkrug               | Kirchspielkrug; 1913/1921; Gasthaus, eingeschossiger traufständiger Halbwalmdachbau mit geschweiftem Mittelrisalit und Ädikulaportal, Ziegelfassade mit reduzierter Gliederung; Stall mit Ausspann, hakenförmig angeschlossener Gebäudeflügel mit Zwerchhaus - Begründung: geschichtlich, städtebaulich - Schutzumfang: gesamtes Objekt - Denkmaltyp: Bauliche Anlage | BW                               |
| 9991          | Am Osterbach 16 (54° 36′ 19″ N, 8° 59′ 27″ O)  | Geesthardenhaus              | Geesthardenhaus; 1799; langgestreckter, eingeschossiger Backsteinbau unter reetgedecktem Schopfwalmdach, Mauerwerk mit Zierversatz und Friesen, mittiges Zwerchhaus über dem Eingang - Begründung: geschichtlich, städtebaulich, Kulturlandschaft prägend - Schutzumfang: gesamtes Objekt - Denkmaltyp: Bauliche Anlage                                               | BW                               |
| 3970 Wikidata | Am Osterbach (54° 36′ 31″ N, 8° 59′ 38″ O)     | Kirche mit Ausstattung       | Alteintragung (Aktualisierung vorgesehen) - Begründung: geschichtlich, künstlerisch, städtebaulich - Schutzumfang: gesamtes Objekt - Denkmaltyp: Bauliche Anlage, Sachgesamtheit: Kirche Breklum | weitere Fotos \| Fotos hochladen |
| 9992 Wikidata | Husumer Straße 16 (54° 36′ 5″ N, 8° 59′ 7″ O)  | Geesthardenhaus              | Geesthardenhaus, sog. Borsbüller Haus; Letztes Viertel 19. Jh.; langgestreckter, eingeschossiger Ziegelbau mit reetgedecktem Halbbwalmdach und Backengiebelrisalit - Begründung: geschichtlich, Kulturlandschaft prägend - Schutzumfang: gesamtes Objekt - Denkmaltyp: Bauliche Anlage                                                                                | BW                               |
| 32513         | Husumer Straße 17 (54° 36′ 9″ N, 8° 59′ 2″ O)  | Wohn- und Wirtschaftsgebäude | Wohn- und Wirtschaftsgebäude; Ende 19. Jh.; langgestreckter, traufständiger, eingeschossiger Backsteinbau unter reetgedecktem Schopfwalmdach, mittiges Zwerchhaus, segmentbogenförmige Fenster- und Türöffnungen - Begründung: geschichtlich, städtebaulich, Kulturlandschaft prägend - Schutzumfang: gesamtes Objekt - Denkmaltyp: Bauliche Anlage                   | BW                               |
| 32509         | Kirchenstraße 27 (54° 36′ 28″ N, 8° 59′ 20″ O) | Wohnhaus                     | Wohnhaus; um 1900; giebelständiger, eingeschossiger Backsteinbau mit Putzziergliederung unter Mansarddach, an der Südseite rechteckiger Standerker - Begründung: geschichtlich, städtebaulich - Schutzumfang: gesamtes Objekt - Denkmaltyp: Bauliche Anlage | BW                               |
| 38552         | Peter-Hans-Weg 6 (54° 36′ 18″ N, 8° 59′ 15″ O) | Wohn- und Wirtschaftsgebäude | Wohn- und Wirtschaftsgebäude; 1786; eingeschossiger, traufständiger Backsteinbau mit verputztem Mauerwerk unter reetgedecktem Schopfwalmdach, kleiner Schweifgiebel über dem südlichen Hauseingang - Begründung: geschichtlich, städtebaulich, Kulturlandschaft prägend - Schutzumfang: gesamtes Objekt - Denkmaltyp: Bauliche Anlage                                 | BW                               |

## Gründenkmale
| Objekt-ID     | Lage                                       | Offizielle Bezeichnung | Beschreibung | Bild            |
| ------------- | ------------------------------------------ | ---------------------- | --- | --------------- |
| 9986 Wikidata | Am Osterbach (54° 36′ 30″ N, 8° 59′ 38″ O) | Warft mit Kirchhof     | Alteintragung (Aktualisierung vorgesehen) - Begründung: geschichtlich, wissenschaftlich, städtebaulich, Kulturlandschaft prägend - Schutzumfang: Warft mit Kirchhof, Grabmale bis 1870, Einfriedung - Denkmaltyp: Gründenkmal, Sachgesamtheit: Kirche Breklum | Fotos hochladen |

## Quelle
- Liste der Kulturdenkmale in Schleswig-Holstein – Kreis Nordfriesland (PDF)

- Karte mit allen Koordinaten:
- OSM |
- WikiMap